# Regió Central (Togo)
Central és una de les cinc regions de Togo. La seva capital és Sokoté. La regió, que està situada al centre del país és la menys poblada del país, amb 617.871 habitants (2010). Tchamba i Sotouboua són dues ciutats importants de la regió.
La regió Central està situada entra la regió dels Altiplans, al nord i la regió de la Kara, al sud. Fa frontera amb la regió Septentrional i la regió Volta de Ghana, a l'est i amb el departament de Donga i el departament de Collines, a Benín, a l'oest.

## Prefectures

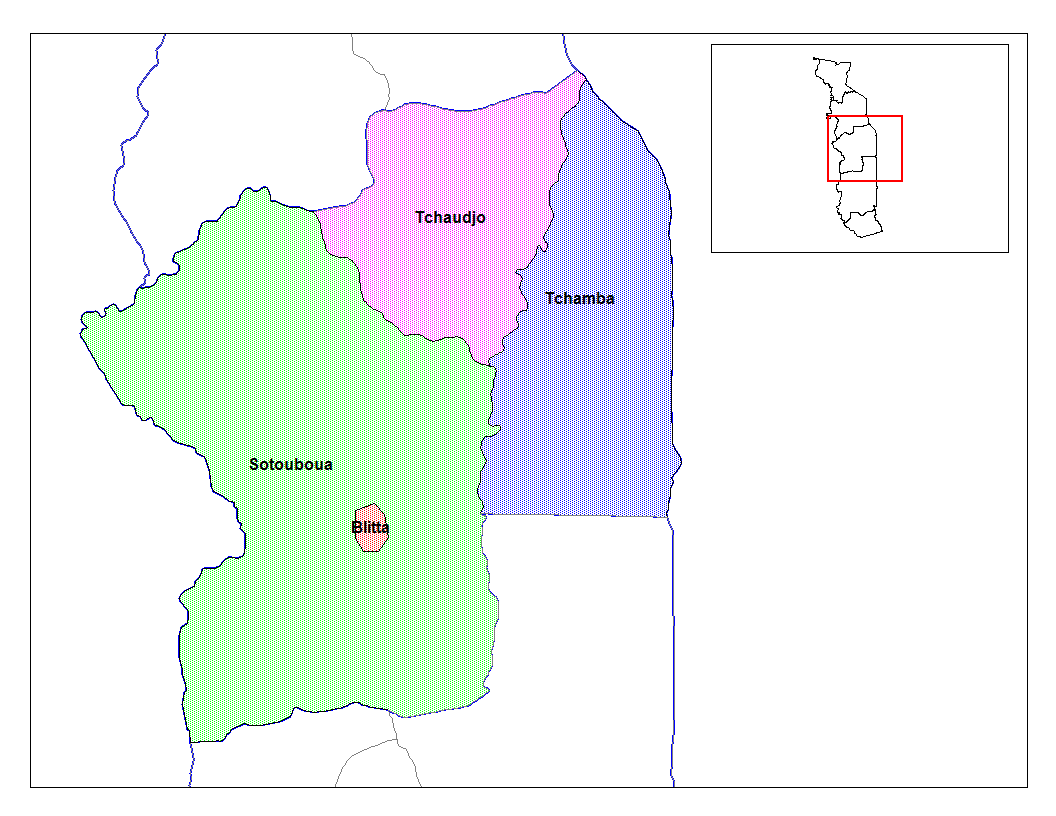
Prefectures de la regió Central de Togo

Les prefectures de la regió Central són Blitta, Sotouboua, Tchamba i Tchaoudjo.

## Etnologia i llengües
- Els kpessis parlen la llengua kpessi. Tenen el territori a les prefectures de Mono Oriental, als cantons de Kpessi i Nyamassila i de Blitta, al cantó de Langabou.[2]
- Els anyangues parlen la llengua guang ginyanga i tenen el territori a la prefectura de Blitta.[3]
- Els adeles, que parlen la llengua adele, viuen a la prefectura de Sotouboua.[4]
- Els aniis, que parlen la llengua anii, viuen a la frontera amb Benín, a la prefectura de Tchamba.